# Рушков, Алексей Максимович
Алексей Максимович Рушков (28 апреля 1911 — 25 июня 1976) — передовик советского машиностроения, токарь Златоустовского машиностроительного завода Министерства общего машиностроения СССР, Челябинская область, Герой Социалистического Труда (1966).

## Биография
Родился в 1911 году в деревне Слободка Одоевского уезда Тульской губернии, в многодетной крестьянской русской семье. Воспитывался в семье бедного крестьянина, был старшим ребёнком среди девяти других. В возрасте 16-ти лет подростком трудоустроился в меднолитейный цех завода имени Я. Батищева. Вскоре был направлен работать помощником токаря и остался верен этой профессии на всю свою жизнь.
С началом Великой Отечественной войны вместе с заводом был эвакуирован в Челябинскую область, где поступил на работу токарем на Златоустовский машиностроительный завод. В годы войны руководил фронтовой комсомольско-молодёжной бригадой. В совершенстве овладел мастерством токаря, выполнял уникальные задания, так в военные годы выточил коленчатый вал пресса (вес заготовки составлял три тонны), удостоившись за эту работу личной благодарности наркома вооружения Д. Ф. Устинова. В послевоенные годы стал наставником молодёжи, обучил токарному делу несколько десятков человек. В профсоюзе возглавил садово-огородную комиссию, при его участии в Златоусте были организованы 7 садовых коллективов.
За выдающиеся заслуги в выполнении плана 1959-1965 годов и создание новой техники, Указом Президиума Верховного Совета СССР от 26 июля 1966 года Алексею максимовичу Рушкову было присвоено звание Героя Социалистического Труда с вручением ордена Ленина и золотой медали «Серп и Молот».
С 1946 года постоянно избирался членом завкома профсоюза, более десяти лет — членом областного комитета профсоюза, в 1968 году был делегатом XIV Всесоюзного съезда профсоюзов, награждён знаком ВЦСПС «За активную работу в профсоюзе». Проработав на заводе более 30 лет, вышел на пенсию.
Проживал в Златоусте Челябинской области. Умер 25 июня 1976 года.

## Награды
За трудовые и боевые успехи удостоен:
- золотая звезда «Серп и Молот» (26.07.1966),
- орден Ленина (06.07.1966),
- Орден Трудового Красного Знамени (06.12.1957),
- другие медали.